# 坂本清俊
坂本 清俊（さかもと きよとし、1864年8月2日〈元治元年7月1日〉 - 1949年〈昭和24年〉12月29日）は、日本の篤農家、政治家（奈良県南葛城郡会議員）、社会運動家。部落解放運動家阪本清一郎の従兄弟。

## 経歴

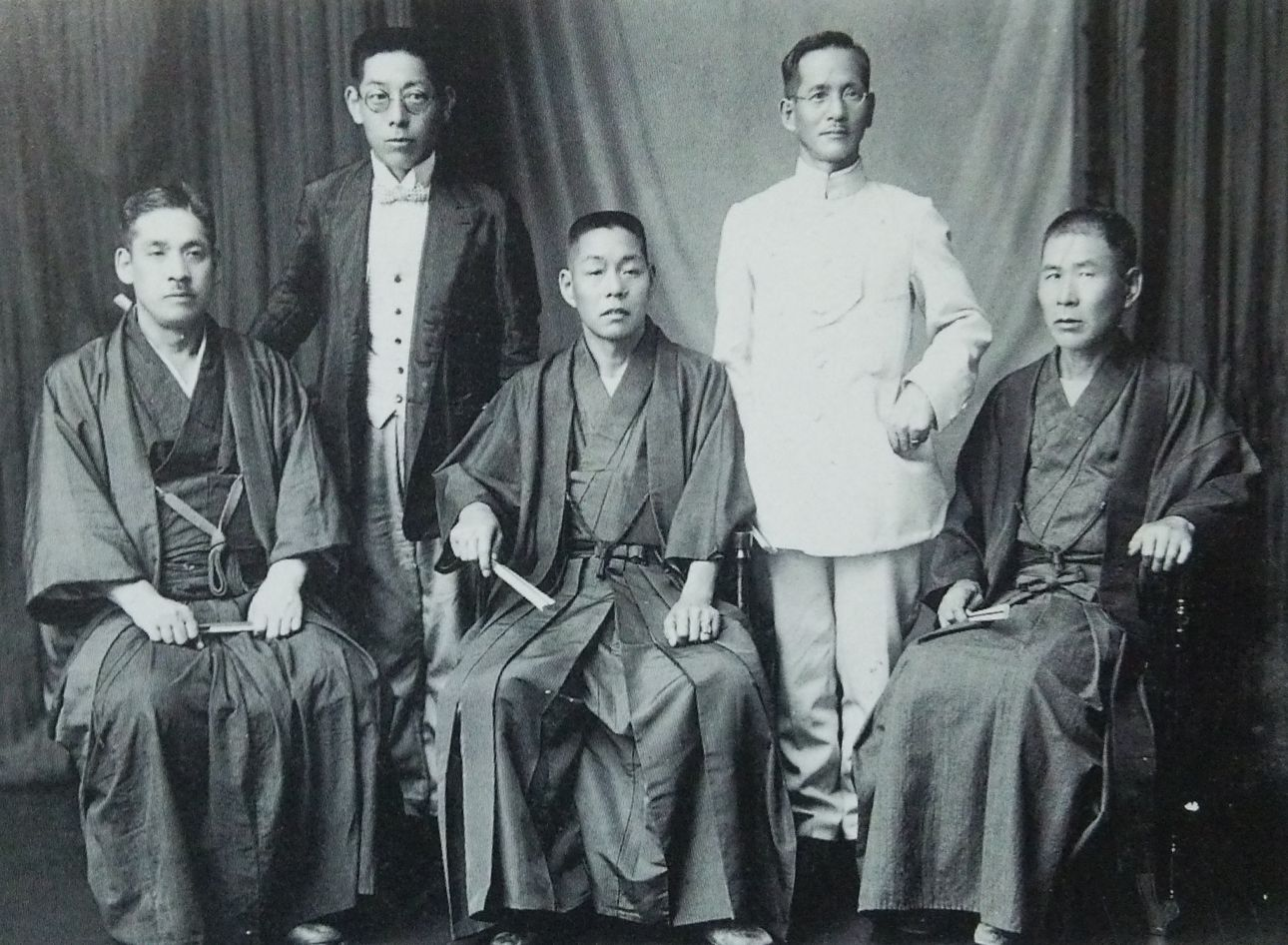
大和同志会幹部。左より、松井庄五郎、吉川吉次郎、東清吉、藤井彦五郎、坂本清俊

奈良県南葛城郡掖上村柏原（現・御所市）の被差別部落出身。掖上村柏原北方区長を務める。
自由党に入って自由民権運動をおし進める。融和事業に取り組み、1912年、松井庄五郎の大和同志会結成に参加し、副会長となる。
柏原や奈良県内の自主的部落改善運動の中心を担った。

## 人物
寺田蘇人著『部落の人豪』には、奈良県南葛城郡の部落の人豪として清俊の名前が挙げられている。
阪本清一郎は坂本清俊の影響を大きく受けている。清俊は阪本清一郎の父の兄の長男、つまりいとこに当たる。